# Фейр-плей
Фейр-пле́й, фэр-плей (англ. fair play — приблизительный перевод «честная игра»; также в английском используется понятие sportsmanship) — свод этических и моральных законов, основанных на внутреннем убеждении индивидуума о благородстве и справедливости в спорте.

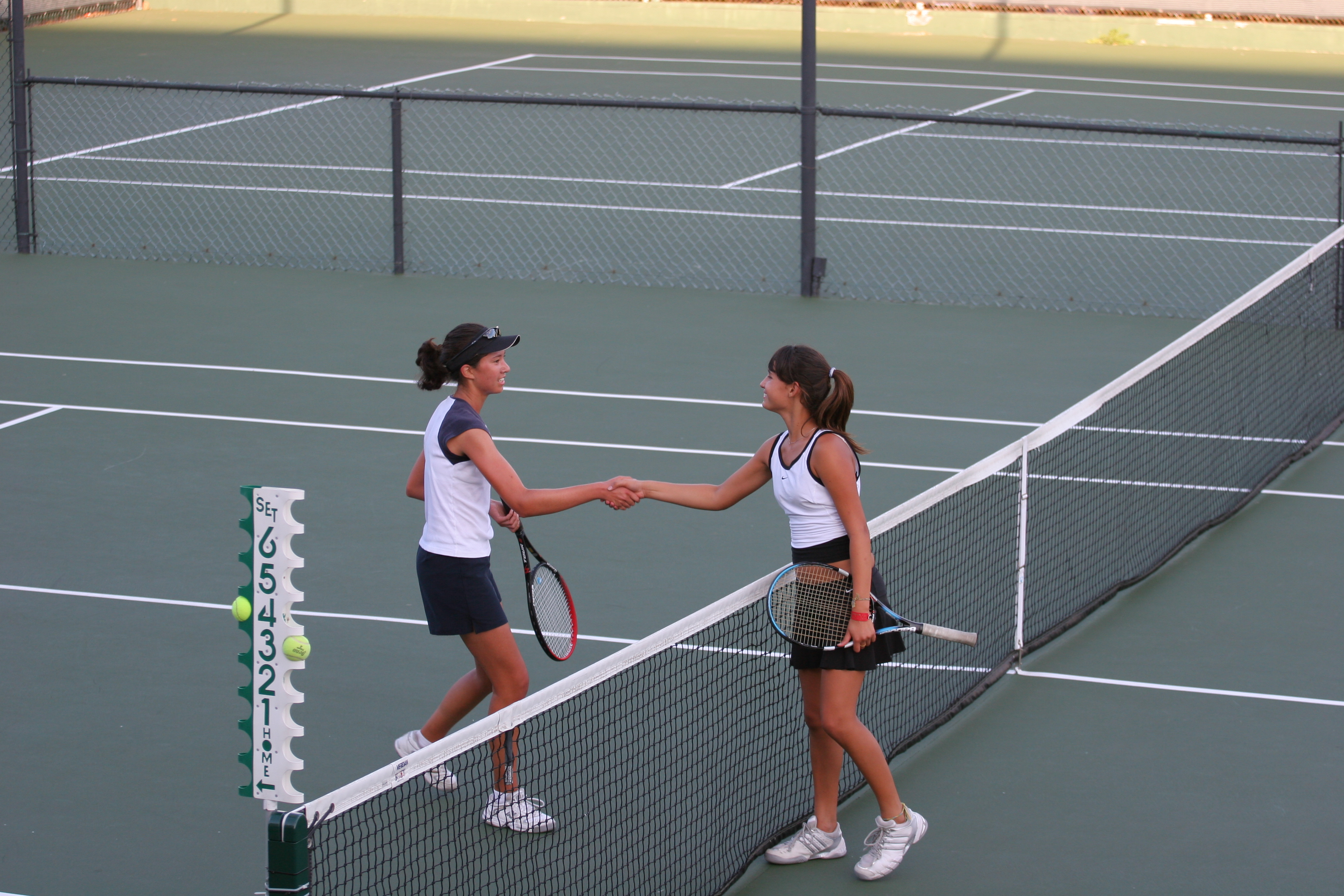
Рукопожатие — элементарное проявление фейр-плей

## Принципы
Принципы фейр-плей включают в себя:
- Уважение к сопернику
- Уважение к правилам и решениям судей — принимать все решения судей и оспаривать их корректно в отдельном порядке
- Отказ от допинга и любого искусственного стимулирования
- Равные шансы — все спортсмены на старте соревнований могут одинаково рассчитывать на победу
- Самоконтроль спортсмена — сдерживая свои эмоции, уметь адекватно воспринимать любой исход поединка

Данные принципы конституируют спортивное поведение и отрицают победу любой ценой.

## Организация
Движение фейр-плей в мировом масштабе возглавляет СИПСС — Международный совет по спортивной науке и физическому воспитанию (ICSSPE The International Council of Sport Science and Physical Education) основанный в 1958 году. Существует множество различных организаций, которые на всех уровнях поддерживают fair play.
- При СИПСС в 1964 году образован комитет CIFP (Committee International for Fair Play).
- Организация «Европейское движение Fair play» образована в 1992 году как подразделение EOC (Европейского олимпийского комитета)[5].
- Российский комитет Фэйр Плей (РКФП), как подразделение НОК России, был сформирован в 1992 году[6].

При всех крупнейших национальных олимпийских комитетах и крупнейших мировых федерациях по отдельным видам спорта, таких как FIFA (UEFA), IAAF, FIVB и других, есть специальные подразделения, пропагандирующие и отстаивающие идеи фейр-плей.
Основные задачи организаций «фейр-плей» на всех уровнях:
- Пропаганда идей и принципов честной игры, особенно в среде детского и юношеского спорта.
- Награждение спортсменов и команд премиями. Так, в 2004 году специальный приз CIFP получил[8] Алексей Немов.

## История
Происхождение понятия не связано со спортом, а скорее с этическими средневековыми понятиями, восходящими к правилам рыцарских поединков. Впервые словосочетание fair play используется у Шекспира в хронике «Король Джон».
Современная трактовка понятия относится к становлению современного спорта, как состязания в рамках установленных правил в викторианской Англии XIX века. Тогда спорт был большей частью увлечением средних и высших сословных классов. Для них занятие спортом было скорее развлечением, не приносившим дохода. Тогда и сложился определённый кодекс джентльмена, для которого главным являлся процесс, а не результат.
Дальнейшее развитие понятия относится к развитию современного Олимпийского движения в конце XIX века. Гуманистические идеи, заложенные бароном Кубертеном, несли в современный спорт бескорыстное, чисто соревновательное, начало, способствующее развитию спортсмена и человека как гармоничной личности.

Олимпизм, соединяющий спорт с культурой и образованием, стремится к созданию образа жизни, основывающегося на радости от усилия, на воспитательной ценности хорошего примера и на уважении к всеобщим основным этическим принципам.
— Олимпийская Хартия

## Современная трактовка
Уже сам Кубертен и основатели современного олимпийского движения были вынуждены признать многочисленные случаи мошенничества и неспортивного поведения со стороны атлетов. В том числе и в связи с этим в 1920 году на Олимпийских играх в Антверпене впервые была введена Олимпийская клятва спортсменов.
С ростом популярности спорта в мире всё труднее стало следовать основному олимпийскому принципу строгого любительского статуса спортсменов. По мере увеличения ставок атлеты стали повсеместно скрывать свой истинный профессиональный статус или продолжать карьеру как профессионалы. Инфраструктура спорта высших достижений, воспитание атлета мирового класса, освещение главных спортивных форумов в СМИ — всё это требует значительных капиталовложений и противоречит понятию спортсмена «любителя».
К середине XX века проявилось диалектическое противостояние спорта и «честной игры». С одной стороны античное идеалистическое представление о спортсмене, совершенствующем себя как личность. С другой — циничный подход к спорту: победа любой ценой, используя обман, допинг и предвзятое судейство. Современное постиндустриальное общество всё реже ассоциирует спорт с игрой и развлечением. Наоборот, в общественном сознании спорт ассоциируется с бизнесом и политикой.

Спорт — это выражение ненависти друг к другу… Это последняя возможность, которую наша цивилизация предоставляет двум людям для физической агрессии. Спорт — наиболее близкая к войне область человеческой деятельности
— Рональд Рейган
Несмотря на глубокие противоречия идеи фейр-плей, большинство специалистов не видит ей альтернативы. Без свода этических законов спорт теряет свой смысл и привлекательность. Фейр-плей аксиологически оправдывает спорт, переводя его из потребительской сферы в область высших духовных ценностей человека.

## Примеры
Одним из примеров истинно спортивного поведения стал поступок капитана сборной СССР по футболу Игоря Нетто. В матче группового турнира чемпионата мира 1962 года сборная СССР встречалась со сборной Уругвая, и в одном из эпизодов советская команда забила гол, причём мяч влетел в ворота уругвайцев через дырку в сетке, сбоку от штанги. Сборная Уругвая выразила протест решению судьи засчитать гол, и в дело также вмешался Игорь Нетто, который показывал, что забитый советской командой мяч не должен быть засчитан. Судья после разговоров с уругвайцами и Нетто отменил взятие ворот, хотя команда СССР в итоге выиграла этот матч 2:1.
Первым спортсменом, награждённым за честную игру, стал итальянский бобслеист Эудженио Монти, который несколько раз помогал выигрывать олимпийское золото своим соперникам, чиня их бобы и даже снимая детали со своего.

## Культурное влияние
Термин фейр-плей устойчиво вошёл во многие языки, давно уже не только как спортивное, но как научное и философское понятие. Часто используется в заголовках СМИ, политике и кинематографе.
- Fairplay — название компьютерной технологии, разработанной компанией Apple Inc
- Известный новостной сайт fairplay.co.uk
- Фильм Fairplay (Франция, 2006)